# Luciano Vietto
Luciano Darío Vietto (Balnearia, 5 dicembre 1993) è un calciatore argentino, di ruolo attaccante del Racing Club.

## Caratteristiche
È una seconda punta che può essere impiegata anche nel ruolo di trequartista. In passato è stato paragonato al colombiano Radamel Falcao.

## Carriera

### Club
Luciano Vietto inizia la sua carriera calcistica militando nella squadra della sua città natìa, l'Independiente de Balnearia, per poi trasferirsi nelle giovanili del Racing Club de Avellaneda nel 2010, dove esordisce l'anno dopo in prima squadra con Diego Simeone contro il Lanús. Rimedia la sua prima espulsione in carriera il 31 agosto 2012, in occasione del match di campionato con il Colón. Realizza la sua prima tripletta il 4 settembre, durante la partita di campionato con il San Martín; a fine partita viene insignato del premio di uomo partita.
Il 4 agosto 2014 viene acquistato per 5,5 milioni di euro dal Villarreal, con cui firma un contratto di cinque anni. Il 28 agosto seguente segna i suoi primi due gol con la nuova maglia, nella partita di Europa League contro l'Astana. Nella sua prima ed unica stagione col sottomarino giallo gioca 48 partite tra campionato e coppe, realizzando 20 reti.
Il 7 luglio 2015 viene acquistato per 20 milioni di euro dall'Atletico Madrid, con cui firma un contratto quinquennale. Nel derby di Madrid disputato il 4 ottobre firma il suo primo gol, che vale il pareggio; riesce a segnare solo tre gol in 28 partite.
Il 30 luglio 2016, dopo essere stato a un passo dal trasferimento al Barcellona, viene ceduto al Siviglia in prestito per 3 milioni di euro con diritto di riscatto fissato a 20 milioni.
A fine stagione torna all'Atlético Madrid ma già a gennaio viene ceduto in prestito al Valencia. L'anno successivo va in prestito al Fulham.
Nel luglio 2019 viene acquistato a titolo definitivo dallo Sporting Lisbona.
Il 24 ottobre 2020 viene ingaggiato dai sauditi dell'Al-Hilal. Il 31 ottobre esordisce in campionato subentrando negli ultimi minuti di partita nel match contro il Damac.

### Nazionale
Nel 2013 ha partecipato al campionato sudamericano Under-20.

## Statistiche
Statistiche aggiornate al 2 aprile 2025.
| Stagione                | Squadra                 | Campionato              | Campionato | Campionato | Coppe nazionali | Coppe nazionali | Coppe nazionali | Coppe continentali | Coppe continentali | Coppe continentali | Altre coppe | Altre coppe | Altre coppe | Totale | Totale |
| Stagione                | Squadra                 | Comp                    | Pres       | Reti       | Comp            | Pres            | Reti            | Comp               | Pres               | Reti               | Comp        | Pres        | Reti        | Pres   | Reti   |
| ----------------------- | ----------------------- | ----------------------- | ---------- | ---------- | --------------- | --------------- | --------------- | ------------------ | ------------------ | ------------------ | ----------- | ----------- | ----------- | ------ | ------ |
| 2011-2012               | Racing Club             | PD                      | 2          | 0          | CA              | 1               | 0               | CS                 | 1                  | 0                  | -           | -           | -           | 4      | 0      |
| 2012-2013               | Racing Club             | PD                      | 32         | 13         | CA              | 1               | 0               | CS                 | 1                  | 0                  | -           | -           | -           | 34     | 13     |
| 2013-2014               | Racing Club             | PD                      | 35         | 5          | CA              | 0               | 0               | -                  | -                  | -                  | -           | -           | -           | 35     | 5      |
| 2014-2015               | Villarreal              | PD                      | 32         | 12         | CR              | 4               | 0               | UEL                | 12                 | 8                  | -           | -           | -           | 48     | 20     |
| 2015-2016               | Atlético Madrid         | PD                      | 19         | 1          | CR              | 4               | 1               | UCL                | 5                  | 1                  | -           | -           | -           | 28     | 3      |
| 2016-2017               | Siviglia                | PD                      | 21         | 6          | CR              | 3               | 3               | UCL                | 4                  | 1                  | SU+SS       | 1+2         | 0           | 31     | 10     |
| 2017-gen. 2018          | Atlético Madrid         | PD                      | 6          | 0          | CR              | 2               | 0               | UCL                | 2                  | 0                  | -           | -           | -           | 10     | 0      |
| Totale Atlético Madrid  | Totale Atlético Madrid  | Totale Atlético Madrid  | 25         | 1          |                 | 6               | 1               |                    | 7                  | 1                  |             | -           | -           | 38     | 3      |
| gen.-giu. 2018          | Valencia                | PD                      | 14         | 2          | CR              | 5               | 3               | -                  | -                  | -                  | -           | -           | -           | 19     | 5      |
| 2018-2019               | Fulham                  | PL                      | 20         | 1          | FACup+CdL       | 1+1             | 0               | -                  | -                  | -                  | -           | -           | -           | 22     | 1      |
| 2019-2020               | Sporting Lisbona        | PL                      | 24         | 4          | CP+CdL          | 1+3             | 0+2             | UEL                | 7                  | 2                  | SP          | 0           | 0           | 35     | 8      |
| lug.-ott. 2020          | Sporting Lisbona        | PL                      | 3          | 1          | CP+CdL          | 0               | 0               | UEL                | 2                  | 0                  | -           | -           | -           | 5      | 1      |
| Totale Sporting Lisbona | Totale Sporting Lisbona | Totale Sporting Lisbona | 27         | 5          |                 | 4               | 2               |                    | 9                  | 2                  |             | 0           | 0           | 40     | 9      |
| 2020-2021               | Al-Hilal                | SPL                     | 27         | 4          | KCC             | 2               | 0               | ACL                | 6                  | 2                  | SS          | 1           | 0           | 36     | 6      |
| 2021-gen. 2022          | Al-Hilal                | SPL                     | 13         | 2          | KCC             | 1               | 1               | ACL                | 0                  | 0                  | -           | -           | -           | 14     | 3      |
| gen.-giu. 2022          | Al-Shabab               | SPL                     | 7          | 2          | KCC             | 2               | 0               | ACL                | 1                  | 0                  | -           | -           | -           | 10     | 2      |
| 2022-2023               | Al-Hilal                | SPL                     | 20         | 3          | KCC             | 3               | 1               | ACL                | 2                  | 1                  | SS+CmC      | 1+3         | 0+3         | 29     | 8      |
| Totale Al Hilal         | Totale Al Hilal         | Totale Al Hilal         | 60         | 9          |                 | 6               | 2               |                    | 8                  | 3                  |             | 5           | 3           | 79     | 17     |
| 2023-2024               | Al-Qadisiya             | PD                      | 32         | 17         | KCC             | 1               | 0               | -                  | -                  | -                  | -           | -           | -           | 33     | 17     |
| ago.-dic. 2024          | Racing Club             | PD                      | 8          | 3          | CA+CdL          | 0               | 0               | CS                 | 2                  | 0                  | -           | -           | -           | 10     | 3      |
| 2025                    | Racing Club             | PD                      | 7          | 3          | CA              | 1               | 0               | CL                 | 1                  | 0                  | RS          | 2           | 1           | 11     | 4      |
| Totale Racing Club      | Totale Racing Club      | Totale Racing Club      | 84         | 24         |                 | 3               | 0               |                    | 5                  | 0                  |             | 2           | 1           | 94     | 25     |
| Totale carriera         | Totale carriera         | Totale carriera         | 322        | 79         |                 | 36              | 11              |                    | 46                 | 15                 |             | 10          | 4           | 414    | 109    |

## Palmarès

### Club

#### Competizioni nazionali
- Campionato saudita: 2

Al-Hilal: 2020-2021, 2021-2022
- Supercoppa saudita: 1

Al-Hilal: 2021
- Coppa del Re dei Campioni: 1

Al-Hilal:  2022-2023
- Prima Divisione (Arabia Saudita): 1

Al-Qadisiyya: 2023-2024

#### Competizioni internazionali
- AFC Champions League: 1

Al-Hilal: 2021
- Coppa Sudamericana: 1

Racing Club: 2024
- Recopa Sudamericana: 1

Racing Club: 2025

### Individuale
- Capocannoniere della UEFA Europa League: 1

2014-2015 (8 reti)